# Gyürky Géyza
Gyürky Géyza a magyarságért élt. S ez a magyarság a szívébe zárja őt, munkája érdemét és példájának nemes emlékét. A Davy-lámpa leszállt a föld alá, de a fénye onnan is előtör és bevilágítja, beragyogja utainkat, céljainkat, vágyakozásainkat és reményeinket. A magyarság csak addig él, amíg ehhez a ragyogó fényhez hű és méltó marad.
Gyürky Géyza (1856 - Nyitra, 1916. március 9.) Nyitra vármegye alispánja.

## Élete
Előbb nagytapolcsányi ügyvéd, majd 32 évesen vármegyei közhivatalt vállalt. A Felvidéki Magyar Közművelődési Egyesületnek előbb igazgatói választmány tagja, titkára, majd 1893-tól tiszteletbeli alelnöke, a nyitrai osztály elnöke, 1898-tól helyettes ügyvezető alelnöke, 1903-tól ügyvezető alelnöke, 1907-től tiszteleti elnöke. Előbb vármegyei árvaszéki ülnök és ügyvéd Nyitrán, majd 1896-tól vármegyei tiszti főügyész, 1911-től alispán.
1913-ban a véderőtörvény alapjáni fölösszámuak kiválasztását intéző komáromi bizottság elnöke. A Nyitrai Takarékpénztár igazgatósági tagja.
Felesége Majthényi Adrianne (1863?-1938) a Keresztény Nőegylet elnöke, fiai Aladár Geisa Tivadar (1885-1886), Gyürky Géza Tivadar Bálint (1887-?) főbíró, szolgabíró és Gyürky Ákos (1888-?) ügyvéd.
Nyitrán temették el a vármegye költségén, koporsóján az FMKE zászlaja volt. Temetésén ott volt Thuróczy Vilmos, Batthyány Vilmos püspök, Jeszenszky Alajos kanonok, püspöki vikárius, Craus István főispán, Cvrcek Ferenc altábornagy, Nemes János, vármegyei főbírók és polgármesterek.
A FMKE az ő nevével is jutalomdíjat (pénz) adományozott vidéki tanítóknak.

## Művei
- 1899 Nyitravármegye önkormányzata és közigazgatása. In: Borovszky Samu (szerk.): Nyitra vármegye. (tsz. Lőrinczy György)

Szerkesztette a Felvidéki Nemzetőrt.